# Гусев, Леонид Иванович (учёный)
Леони́д Ива́нович Гу́сев (3 апреля 1922, с. Внуково, Московская губерния — 11 марта 2015, Москва) — советский учёный в области радиотехнических систем управления космическими аппаратами и телеметрии, доктор технических наук, профессор (1979), Герой Социалистического Труда (1961).

## Биография

### Ранние годы
Родился в крестьянской семье; в 1931 году семья переехала в Москву. Начинал трудовую деятельность токарем на инструментальном заводе.
В 1940 году был призван в ряды Красной Армии. Всю войну прошёл корректировщиком, командиром взвода управления в артиллерийской части. Был дважды ранен. Стал членом КПСС. Демобилизован в январе 1947 года.

### Работа в оборонной промышленности
С мая 1948 года работал в НИИ-885 комплектовщиком.
В 1949 г. поступил на вечернее отделение факультета средств и систем радиосвязи Московского электротехнического института связи и перешел на работу в одну из лабораторий на должность инженера. После окончания института в 1955 г. был назначен начальником лаборатории. В июне 1959 г. назначен директором НИИ-695 Государственного комитета при Совете министров Союза ССР по радиоэлектронике (впоследствии — Всесоюзный НИИ связи), под его руководством была создана система космической связи, получившая название «Заря», специально  разработанная для первого полета человека в космос на корабле «Восток-1». C 1963 г. — заместитель председателя Государственного комитета Союза ССР по радиоэлектронике; с 1965 г. — заместитель Министра общего машиностроения. В 1965—2004 гг. — директор НИИ-885 (с 1966 г. — НИИ космического приборостроения, ныне — АО «Российские космические системы»).
С 2004 по 2008 годы занимал должность первого заместителя генерального директора — генерального конструктора ФГУП «Российский научно-исследовательский институт космического приборостроения». С 2008 года и до последних дней являлся советником генерального директора открытого акционерного общества «Российские космические системы».
С 1969 года одновременно с производственной деятельностью занимал должность заведующего кафедрой в Московском институте радиотехники и автоматики.
Входил в состав Президиума Российской Академии Космонавтики им. К. Э. Циолковского, действительный член Российской инженерной академии, Международной академии информатизации, действительный член Международной инженерной академии.

### Последние годы
Леонид Иванович Гусев жил в Москве, он умер 11 марта 2015 года. Он похоронен на Покровском кладбище (7 уч.) в Москве.

## Награды и звания
- Медаль «Серп и Молот» Героя Социалистического Труда (1961) — за создание выдающихся образцов ракетной техники и обеспечение удачного полёта советского человека в космос
- два ордена Ленина
- Орден Октябрьской Революции
- Ордена Отечественной войны I и II степени
- два ордена Красной Звезды
- Орден «За заслуги перед Отечеством» III степени (2011)[6] — за большой вклад в развитие ракетно-космической промышленности, многолетнюю добросовестную работу, активную общественную деятельность
- Орден «За заслуги перед Отечеством» IV степени (2002)
- Медаль «За отвагу»
- Медаль «За освобождение Варшавы»
- Медаль «За взятие Берлина»
- Медаль «За победу над Германией в Великой Отечественной войне 1941—1945 гг.»
- Медаль «За трудовое отличие» (1956)
- знак Ордена Святого Александра Невского «За Труды и Отечество» (2007)
- Ленинская премия (1979) — за участие в работах по созданию и запуску на Луну автоматической межпланетной станции «Луна-16», взявшей образцы лунного грунта и доставившей их на поверхность Земли
- Государственная премия СССР в области науки и техники (1982) — за участие в создании специальной аппаратуры наблюдения Земли из космоса
- Государственная премия России в области науки и технологии(1996) — за участие в создании космической навигационной системы «ГЛОНАСС»
- Почётная грамота Правительства Российской Федерации (2012) — за большой вклад в разработку и создание ракетно-космической техники, укрепление обороноспособности страны и многолетний добросовестный труд[7]
- премия Ассоциации «ГЛОНАСС/ГНСС — Форум» (2008) — за вклад в создание и развитие системы ГЛОНАСС[8].

Избран академиком ряда отечественных и международных академий.

## Память
- К 100-летию Л. И. Гусева холдингом «Российские космические системы» учреждён знак отличия в труде «Медаль им. Л. И. Гусева»[9]